# أسامة أبو العطا
أسامة أبو العطا هو ممثل ومخرج مصري تخرّج في قسم الإخراج من المعهد العالي للسينما في عام 2001، وشارك في الكثير من الأعمال السينمائية والتليفزيونية.

## مسيرته الفنية
تخرّج أسامة أبو العطا في قسم الإخراج السينمائيّ من المعهد العالي للسينما في عام 2001 وعمل في بداية مسيرته الفنية مُخرجًا مُساعدًا في مسلسل الفوازير الذي عُرض خلال شهر رمضان عام 2003 بعنوان «فرح فرح» وقامت ببطولته غادة عبد الرازق، ثُم عمل مخرجًا منفّذًا في العديد من الأفلام السينمائيّة كان من أبرزها فيلم «أسوار القمر» مع المخرج طارق العريان في عام 2015، كما أخرج برنامج «قلبك أبيض» الذي قدّمته الإعلاميّة المصريّة ريهام سعيد في عام 2014. اتّجه أسامة أبو العطا إلى التمثيل بدءًا من عام 2005 فظهر في دور الشاب الشيوعيّ في فيلم «السفارة في العمارة» بطولة عادل إمام، ثمّ توالت مشاركاته في العديد من الأعمال السينمائية والتليفزيونية، والتي كان من أبرزها أدواره في مسلسل 100 وش، ومسلسل المتهمة.

## أعماله
| سنة الإنتاج | اسم العمل          | نوع العمل | الدور                    |
| ----------- | ------------------ | --------- | ------------------------ |
| 2022        | المتهمة            | مسلسل     | المحامي مصطفى عدس        |
| 2021        | ستات بيت المعادي   | مسلسل     | رأفت زوج سوسن            |
| 2020        | بـ100 وش           | مسلسل     | سمير قريب عم غزال        |
| 2018        | حمام سخن           | فيلم      |                          |
| 2016        | علي معزة وإبراهيم  | فيلم      | كاماتا                   |
| 2015        | إستيفا             | مسلسل     | عماد (في الحلقات 25 و26) |
| 2015        | يا أنا يا إنتي     | مسلسل     |                          |
| 2015        | أسوار القمر        | فيلم      | مخرج منفذ                |
| 2014        | قلبك أبيض          | برنامج    | مخرج                     |
| 2014        | سجن النسا          | مسلسل     |                          |
| 2013        | بنت اسمها ذات      | مسلسل     | منير                     |
| 2012        | هرج ومرج           | فيلم      | توكتوك                   |
| 2011        | إحنا الطلبة        | مسلسل     |                          |
| 2009        | بالألوان الطبيعية  | فيلم      |                          |
| 2008        | العيادة            | مسلسل     |                          |
| 2007        | الشبح              | فيلم      | الطبال                   |
| 2006        | جعلتني مجرمًا       | فيلم      |                          |
| 2005        | أريد خلعًا          | فيلم      | مساعد مخرج ثان           |
| 2005        | السفارة في العمارة | فيلم      | نادر شهدي                |
| 2003        | فرح فرح            | مسلسل     | مساعد مخرج               |

## روابط خارجية
- صفحة الممثل على موقع قاعدة بيانات الأفلام العربية